# 国家西班牙裔文化遗产月
国家西班牙裔文化遗产月（西班牙语：Mes Nacional de la Herencia Hispana）是美国的一个時間段，从每年9月15日開始，10月15日結束，用于表彰拉丁裔美国人对美国历史、文化和成就的贡献和影响.。
国家西班牙裔文化遗产月由西班牙裔传统周（Hispanic Heritage Week）演變而來。西班牙裔传统周是由來自洛杉矶的众议员爱德华·罗巴尔发起，1968年，林登·约翰逊总统签署設立西班牙裔传统周的法律   。1988年，罗纳德·里根总统签署法律，宣佈将西班牙裔传统周扩大为国家西班牙裔文化遗产月，日期從9月15日持續至10月15日。將9月15日作为国家西班牙裔文化遗产月的首日，是因为9月15日是五个西班牙语国家哥斯达黎加、萨尔瓦多、危地马拉、洪都拉斯和尼加拉瓜的独立纪念日。他们都在1821年宣布独立。此外，墨西哥、智利和伯利兹分别于9月16日、9月18日和9月21日庆祝独立日。   